# Daniel J. Travanti
Daniel J. Travanti (Kenosha, 7 de março de 1940) é um ator estadunidense. Vencedor de um Globo de Ouro e dois prêmios Emmy, ele é mais conhecido por interpretar o capitão da polícia Frank Furillo na série televisiva Hill Street Blues.